# MOBO Awards 2003
Die MOBO Awards 2003 waren die achte Preisverleihung des britischen Musikpreises MOBO Award. Die Preisverleihung am 25. September 2003 wurde moderiert von Blu Cantrell und Lil’ Kim und fand erneut in der Royal Albert Hall statt. Sie wurde im Fernsehen gesendet am 4. Oktober 2003.
Fraglich war, ob 50 Cent, der in mehreren Kategorien nominiert war, an der Veranstaltung teilnehmen könnte. Letztlich wurde ihm auf Grund von Gangaktivitäten in der Vergangenheit zunächst die Einreise verweigert. Die rechtlichen Hindernisgründe konnten jedoch vor der Veranstaltung geklärt werden. Mit drei Preisen war er der große Gewinner des Abends.

## Preisträger
- Best Album: 50 Cent – Get Rich or Die Tryin’
- Best Single: 50 Cent – In da Club
- Best Newcomer: Big Brovaz
- Best Video: Christina Aguilera – Dirrty
- Best Hip-Hop Act: 50 Cent
- Best R&B Act: Justin Timberlake
- Best Reggae Act: Wayne Wonder
- Best Gospel Newcomer: Hutcheson Gayle
- Best Jazz Act: Soweto Kinch
- Best World Music Act: Ibrahim Ferrer
- Best Garage Act: Lisa Maffia
- Best UK Act: Punjabi MC and Big Brovaz (zum ersten Mal wurde ein Award an zwei Künstler verliehen)
- Best Producer: The Neptunes
- Best UK Radio: DJ Tim Westwood
- Best UK Club DJ: DJ Shortee Blitz
- MOBO Unsung Award: J’Nay
- Outstanding Achievement: Kool & the Gang
- Lifetime Achievement: George Benson
- Fashion Icon Award: Lil’ Kim